# Gremiasco
Gremiasco (piemontesisch Gremiasch, im lokalen Dialekt Gremiàscu) ist eine Gemeinde in der italienischen Provinz Alessandria (AL), Region Piemont.

## Lage und Einwohner
Die Gemeinde Gremiasco liegt rund 50 km östlich von der Provinzhauptstadt Alessandria auf einer Höhe von 395 m über dem Meeresspiegel an der Curone und grenzt an die Lombardei. Das Gemeindegebiet umfasst eine Fläche von 17,38 km² und hat 277 (Stand 31. Dezember 2023) Einwohner. Die Gemeinde besteht aus den Ortsteilen (Fraktionen) Bernona, Cascina Bricchetti, Cascina Guardamonte, Cascina Marianna, Casotto, Castagnola, Codevico, Colombassi, Fovia, Malvista, Martinetto, Mulino di Colombassi, Musigliano, Pradelle, Principessa, Riarasso, Ronco, Solaro, Stemigliano und Val Beccara.
Die Nachbargemeinden sind Bagnaria, Brignano-Frascata, Cecima, Fabbrica Curone, Montacuto, Ponte Nizza, San Sebastiano Curone und Varzi.

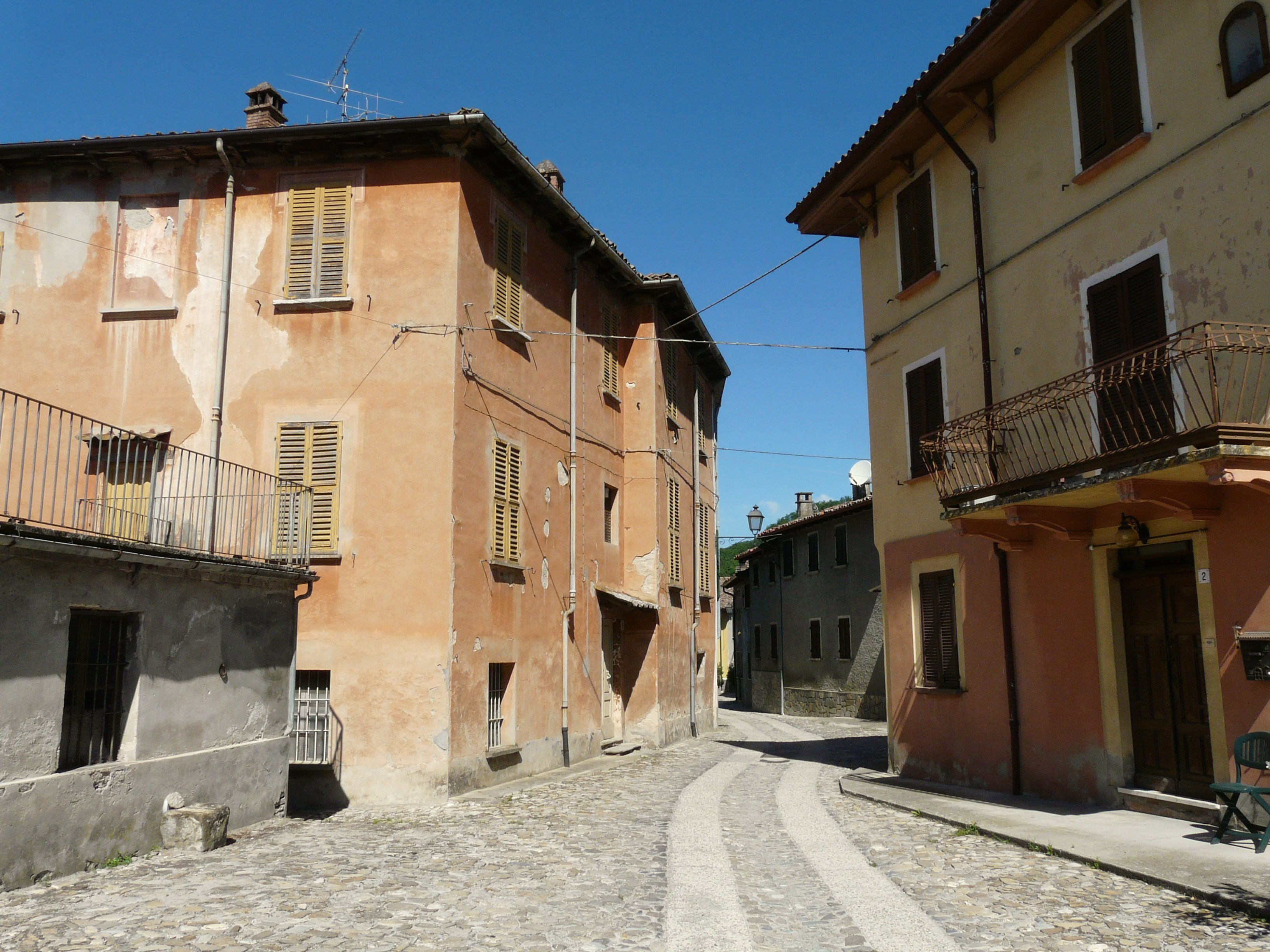
Zentrum von Gremiasco

## Geschichte

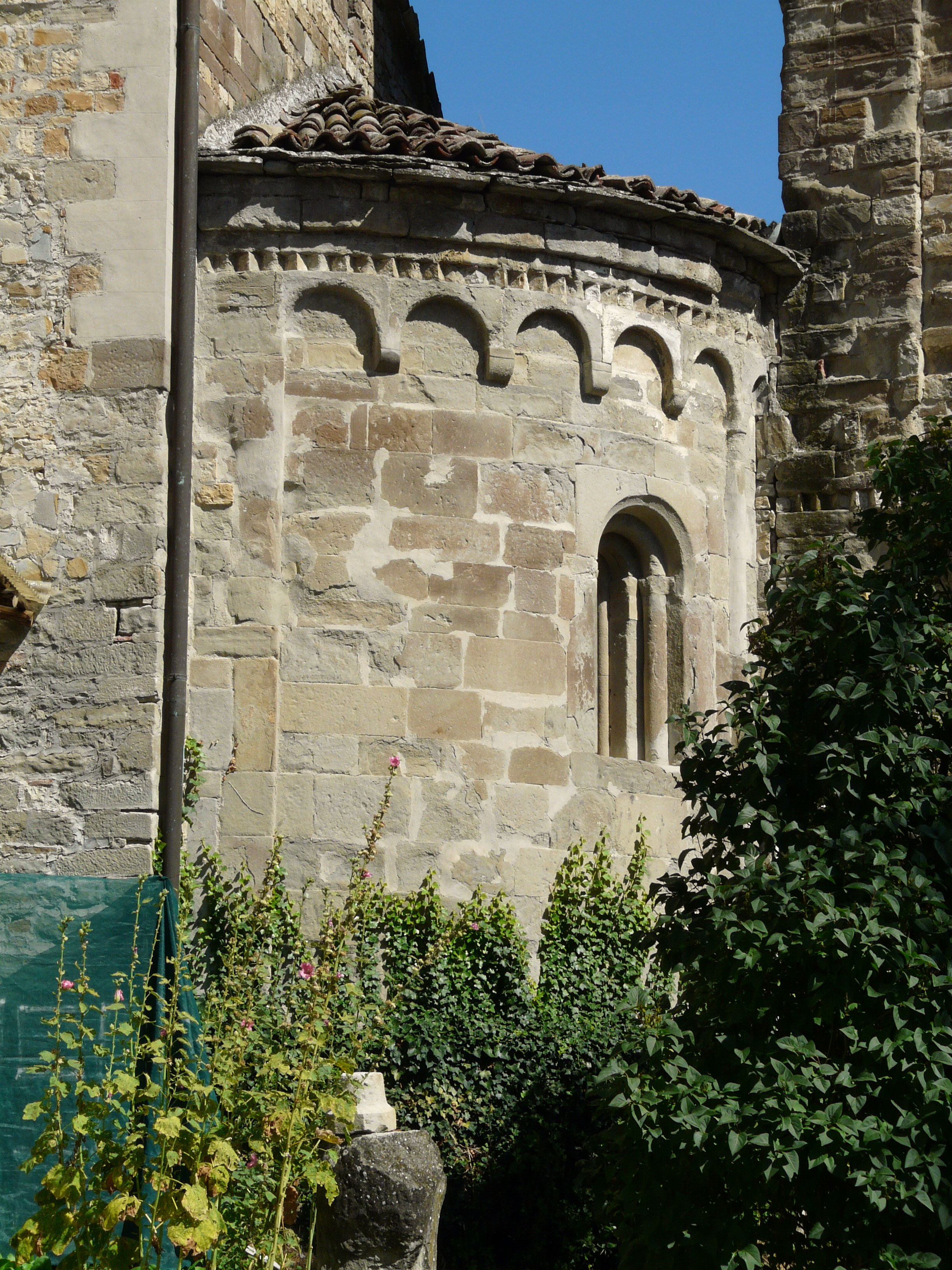
Die Apsis der Kirche Santa Maria

Der Ortsname ist seit 1157 durch die Formen „Glimiascus“, „Grimiascus“, „Grumiascus“ und „Gremiascus“ belegt, die alle vom Adjektiv CRIMILIASCUS abgeleitet sind, vom lateinischen Wort CRIMILIUS. Seine Ursprünge reichen bis in die Antike zurück, wie verschiedene Funde aus der Römerzeit belegen. Zusammen mit anderen nahegelegenen Zentren bildete es einen der Eckpfeiler der Verteidigungslinie, die das Römische Reich gegen die Barbaren aufgebaut hatte. 
Die erste sichere Nachricht stammt aus einer päpstlichen Bulle aus dem Jahr 1157, in der Papst Adrian IV. dem Bischof von Tortona Oberto den Besitz bestätigte. Sie wurde später im Frieden zwischen Federico I. und den Einwohnern von Tortona erwähnt und dann in dem Diplom, mit dem Federico II. sie in Tortona bestätigte. Im Jahr 1207 wurde es als Lehen an Tesiodio di Montacuto abgetreten und im Jahr 1358 schloss Obizzo di Malaspina den Kauf der örtlichen Burg von den Genuesen Ambrogio und Cassano di Antonio di Salvago ab. Seit 1595 war es ein Lehen der Familien Doria Pamphili aus Genua und der Dusio.
Während der faschistischen Zeit wurde es in die nahegelegene Gemeinde San Sebastiano Curone eingegliedert, von der es erst nach dem Ende des Zweiten Weltkriegs die volle Gerichtsautonomie zurück erlangte. 

## Sehenswürdigkeiten
- Das Archäologisch naturalistisches Gebiet Guardamonte (Area archeologico-naturalistica del Guardamonte) nimmt in der Geschichte der Gemeinde einen herausragenden Platz ein. Die ersten archäologischen Untersuchungen wurden in den 1950er Jahren nach zufälligen Entdeckungen durchgeführt. Die laufenden Untersuchungen haben eine komplexe Siedlungssituation von der Jungsteinzeit (5. Jahrtausend v. Chr.) bis in die vermutlich hochkaiserzeitliche Römerzeit aufgezeigt. Die Funde werden im Museum für Altertümer von Turin und im Archäologischen Museum von Casteggio aufbewahrt. Für die Öffentlichkeit gibt es mehrere Natur- und archäologische Lehrpfade mit einer Länge von ca. 50 km, die durch spezielle Hinweistafeln auf die Fund hinweisen.[3][4]
- Bemerkenswert sind auch die 1591 erbaute Pfarrkirche Mariä Geburt, die die Apsis und einen Teil des Glockenturms einer alten romanischen Kirche umfasst.
- Das Schloss Malaspina wurde im 12. Jahrhundert von der Adelsfamilie Malaspina erbaut und danach weiter ausgebaut. Zu Beginn des 19. Jahrhunderts wurde es als Taverne genutzt. Heute ist es ein Privathaus.[5]

## Einzelnachweise

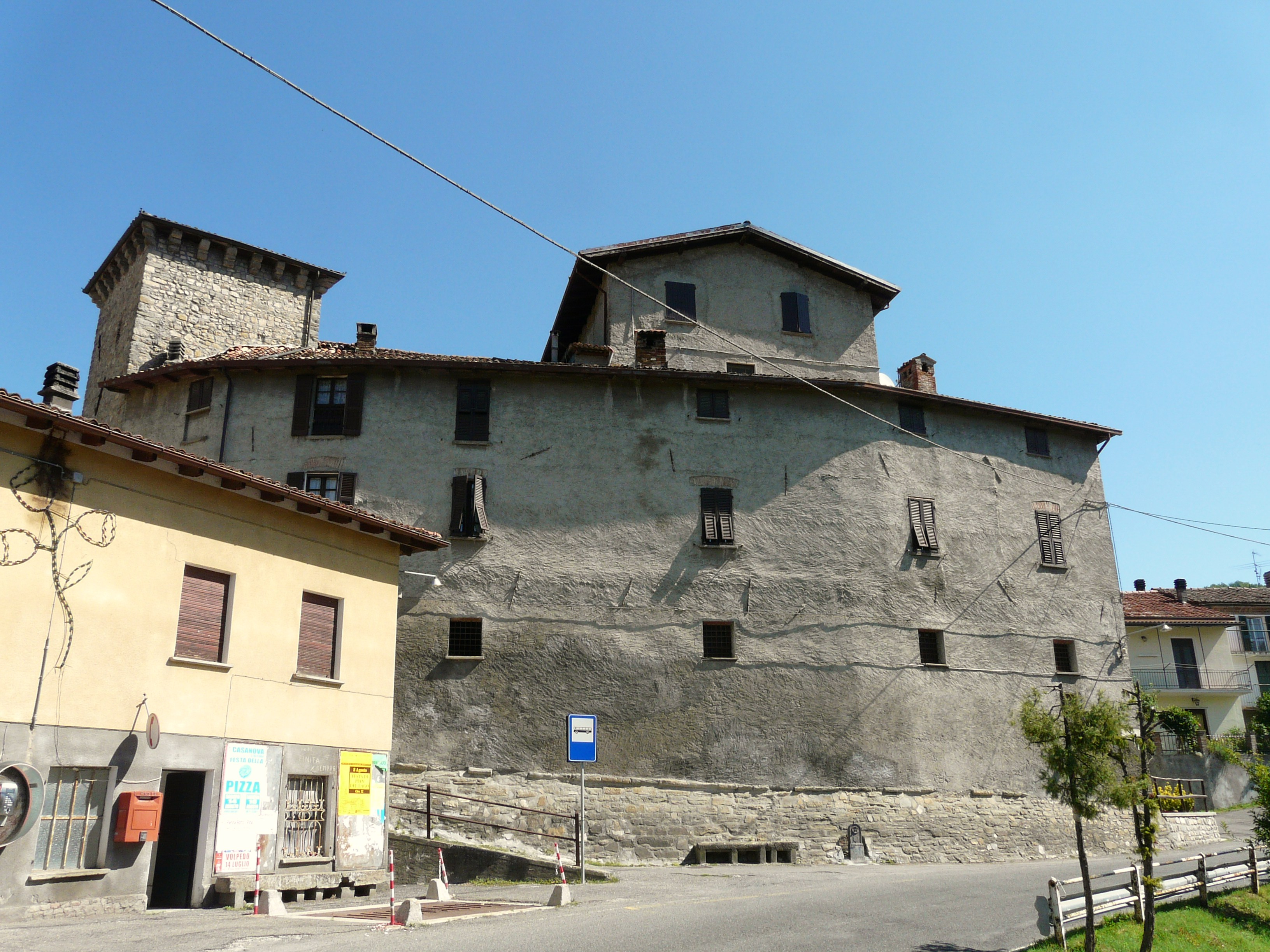
Die Burg Malaspina